# NGC 4754
NGC 4754 ist eine Linsenförmige Galaxie vom Hubble-Typ SB0 im Sternbild Jungfrau auf der Ekliptik. Sie ist schätzungsweise 58 Millionen Lichtjahre von der Milchstraße entfernt und hat einen Durchmesser von etwa 80.000 Lichtjahren. Unter der Katalogbezeichnung VCC 2092 gilt sie als Mitglied des Virgo-Galaxienhaufens. Gemeinsam mit NGC 4762 bildet sie das Galaxienpaar Holm 478 oder KPG 356.
Das Objekt wurde am 15. März 1784 von William Herschel entdeckt.